# Link's Crossbow Training
| Recensioner     | Recensioner     |
| Recensionsbetyg | Recensionsbetyg |
| Publikation     | Betyg           |
| --------------- | --------------- |
| Gamespot        | [ 1 ]           |
| Gamespy         | [ 2 ]           |
| IGN             | [ 3 ]           |

Link's Crossbow Training är titeln på ett Wii-spel. Spelet var ursprungligen tänkt att vara en del av spelet The Legend of Zelda: Twilight Princess, men valdes bort. I stället valde Nintendo att släppa spelet tillsammans med Wii Zapper som släpptes på den europeiska marknaden i början av december år 2007. På den amerikanska kontinenten släpptes spelet precis på årsdagen av lanseringen av konsolen Wii.
I spelet tar man rollen som Link, utrustat med ett armborst, där spelarens uppdrag är att använda detta vapen för att ta sig igenom ett antal banor. Man börjar med att träna mot stationära måltavlor för att sedan avancera till först rörande måltavlor och sedan till fiender. Beroende på hur pricksäker man är så kan man få en medalj i valörerna brons till platina.
Där finns totalt nio olika banor och tre huvudspelsätt. Dessa spelsätt är:
- Target Shooting - Spelaren ska skjuta först stationära måltavlor] och sedan måltavlor som rör på sig. Flest poäng får man om man träffar femettor.
- Defender - Här gäller det att försvara sig mot anstormande horder av fiender.
- Ranger - Spelaren får full kontroll över Link (med hjälp av Wii Nunchuk). Här är målet bland annat att slåss mot spindlar i en skog.

Där förekommer även bossar i spelet, vilka Link måste träffa på rätt ställen (deras akilleshäl) för att besegra dem.